# La Bibbia Giorno e Notte
La Bibbia Giorno e Notte (A Bíblia Dia e Noite) foi uma transmissão de televisão italiana a partir de 5 de outubro de 2008, na qual o texto completo da Bíblia foi lido e transmitido pela RAI TV sem parar por quase seis dias (139 horas). A leitura foi aberta pelo Papa Bento XVI às 19h10, que leu o primeiro capítulo do Gênesis, seguido por um elenco de 1452 leitores, incluindo representantes hebraicos e islâmicos. Os leitores variavam de uma simples família italiana, uma criança e um cego, a ex-presidentes da República Italiana, o ex-primeiro-ministro italiano Giulio Andreotti e celebridades do show business como Roberto Benigni. A leitura foi encerrada pelo Card. Tarcísio Bertone.

## Detalhes
O evento aconteceu na Basilica di Santa Croce in Gerusalemme em Roma. A primeira e a última hora (13:17:11 de outubro de 2008) foram transmitidas pela Rai Uno e Eurovision. A transmissão completa foi vista via satélite no Canal Rai Edu2 ou online.
A transmissão recebeu um prêmio especial no Prêmio Regia Televisiva 2009.